# Ortodoxia în Croația

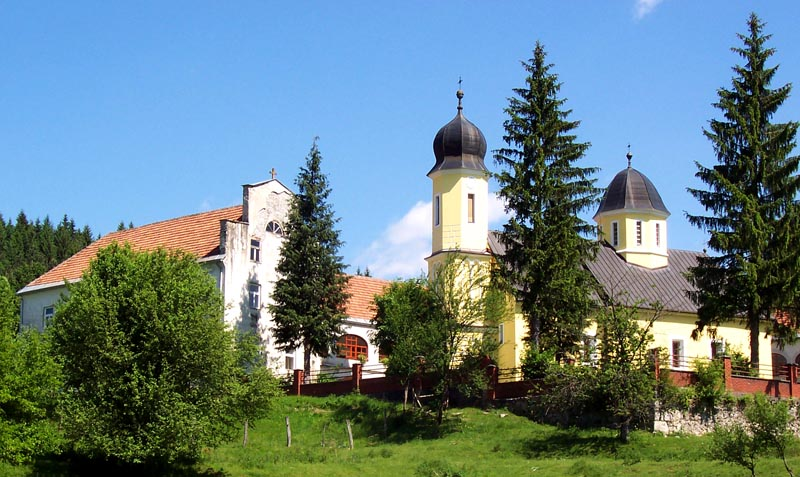
Mănăstirea Gomirje

Creștinismul ortodox este al doilea mare cult religios din Croația, primul fiind romano-catolicismul. Peste 190.000 de persoane, reprezentând 4,44% din populația Croației, sunt creștini ortodocși.

Ortodoxia în Croația este reprezentată în primul rând de către Biserica Ortodoxă Sârbă, căreia îi aparțin mai mulți credincioși creștin-ortodocși. Alte jurisdicții majore sunt Biserica Ortodoxă Bulgară și Biserica Ortodoxă Macedoneană. Aceste trei biserici sunt recunoscute de către stat.
 În Croația există, de asemenea, adepți ai Bisericii Ortodoxe Muntenegrene. În timpul celui de-al Doilea Război Mondial, a existat și o Biserică Ortodoxă Croată.

## Statistici
Datele publicate ale recensământul din Croația din 2011 au inclus un tabel încrucișat între etnie și religie, care a arătat că un total de 190.143 de credincioși ortodocși (4,44% din totalul populației) a fost împărțită între următoarele grupuri etnice:
- 159.530 ortodocși sârbi
- 16.647 ortodocși croați
- 2.401 ortodocși macedoneni
- 2.187 ortodocși de naționalitate
- 2.084 ortodocși fără naționalitate declarată
- 1.822 ortodocși muntenegreni
- 816 credincioși ortodocși de alte naționalități
- 729 ortodocși ruși
- 341 ortodocși ucraineni
- 293 ortodocși bosniaci
- 158 ortodocși bulgari
- 157 credincioși ortodocși de naționalitate necunoscută
- 147 ortodocși români
- 124 credincioși ortodocși de apartenență regională
- alte etnii individuale (sub 100 de persoane fiecare)

| \| Populația ortodoxă după naționalitate \| Populația ortodoxă după naționalitate \| Populația ortodoxă după naționalitate \| Populația ortodoxă după naționalitate \| Populația ortodoxă după naționalitate \| \| -------------------------------------- \| ------------------------------------- \| ------------------------------------- \| ------------------------------------- \| ------------------------------------- \| \| naționalitate \| \| \| \| \| \| Ortodocși sârbi \| Ortodocși sârbi \| \| 159.530 \| 159.530 \| \| Ortodocși croați \| Ortodocși croați \| \| 16.647 \| 16.647 \| \| Ortodocși macedoneni \| Ortodocși macedoneni \| \| 2.401 \| 2.401 \| \| Ortodocși de naționalitate \| Ortodocși de naționalitate \| \| 2.187 \| 2.187 \| \| Populația ortodoxă după naționalitate. \| \| \| \| \| |                            |  |         |         |
| Populația ortodoxă după naționalitate |                            |  |         |         |
| naționalitate |                            |  |         |         |
| Ortodocși sârbi | Ortodocși sârbi            |  | 159.530 | 159.530 |
| Ortodocși croați | Ortodocși croați           |  | 16.647  | 16.647  |
| Ortodocși macedoneni | Ortodocși macedoneni       |  | 2.401   | 2.401   |
| Ortodocși de naționalitate | Ortodocși de naționalitate |  | 2.187   | 2.187   |
| Populația ortodoxă după naționalitate. |                            |  |         |         |

## Ortodoxia sârbă

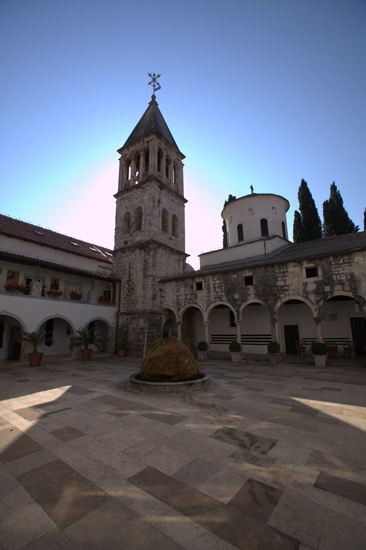
Mănăstirea Krka

Această biserică îi cuprinde pe credincioșii ortodocși sârbi din Croația. Ea este organizată în Croația în următoarele eparhii:
- Mitropolia Zagrebului, Ljubljanei și a toată Italia
- Eparhia de Karlovac
- Eparhia Slavoniei
- Eparhia de Osječko Polje și Baranja
- Eparhia Dalmației

Printre cele mai importante obiective ortodoxe sârbe sunt mănăstirile:
- Dragović
- Gomirje
- Komogovina
- Krka
- Krupa
- Lepavina
- Sv. Lazarica
- Sv. Nedjelje
- Sv. Petke
- Sv. Vasilija Ostroškog

și bisericile:

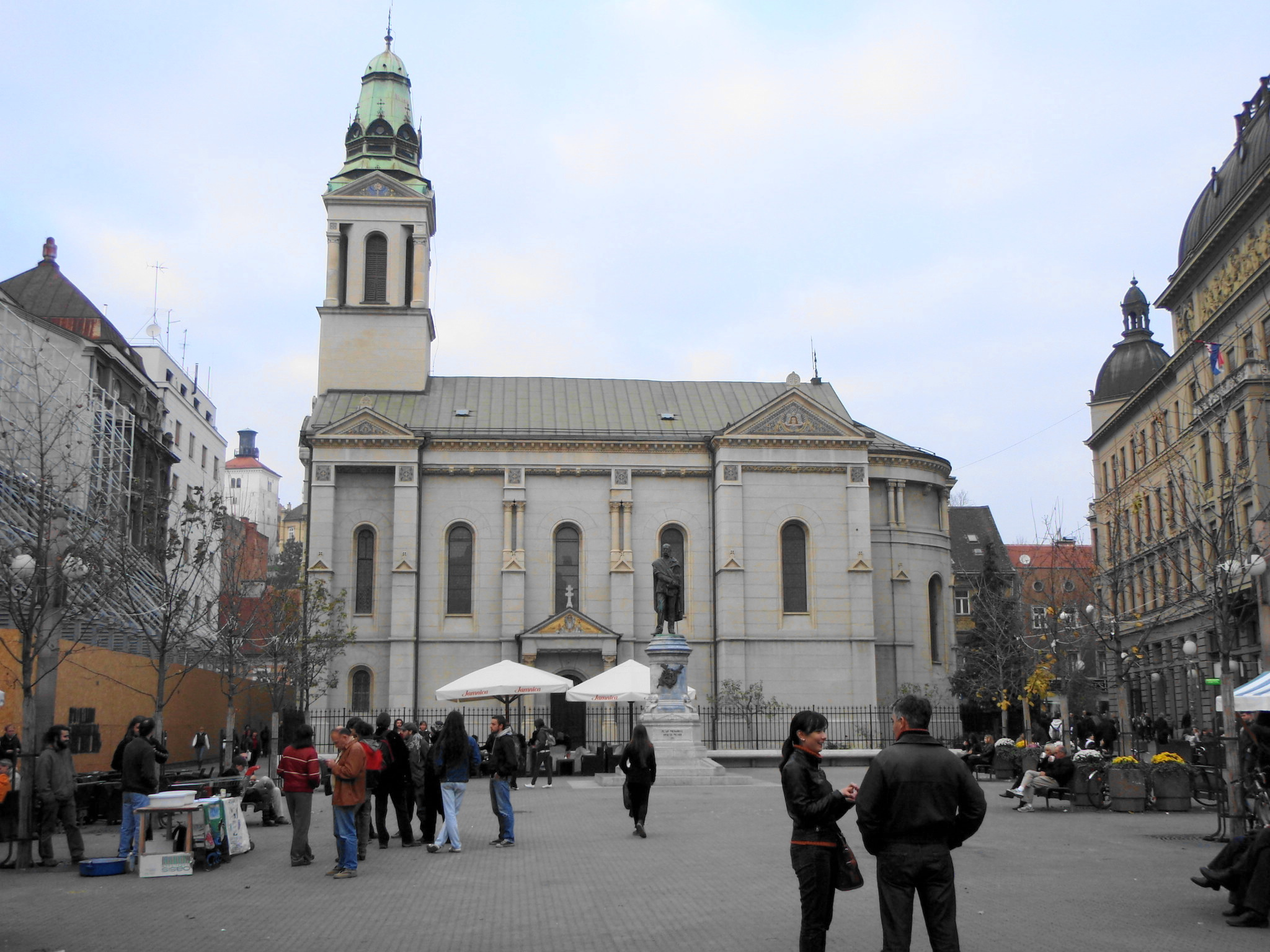
Catedrala Ortodoxă din Zagreb
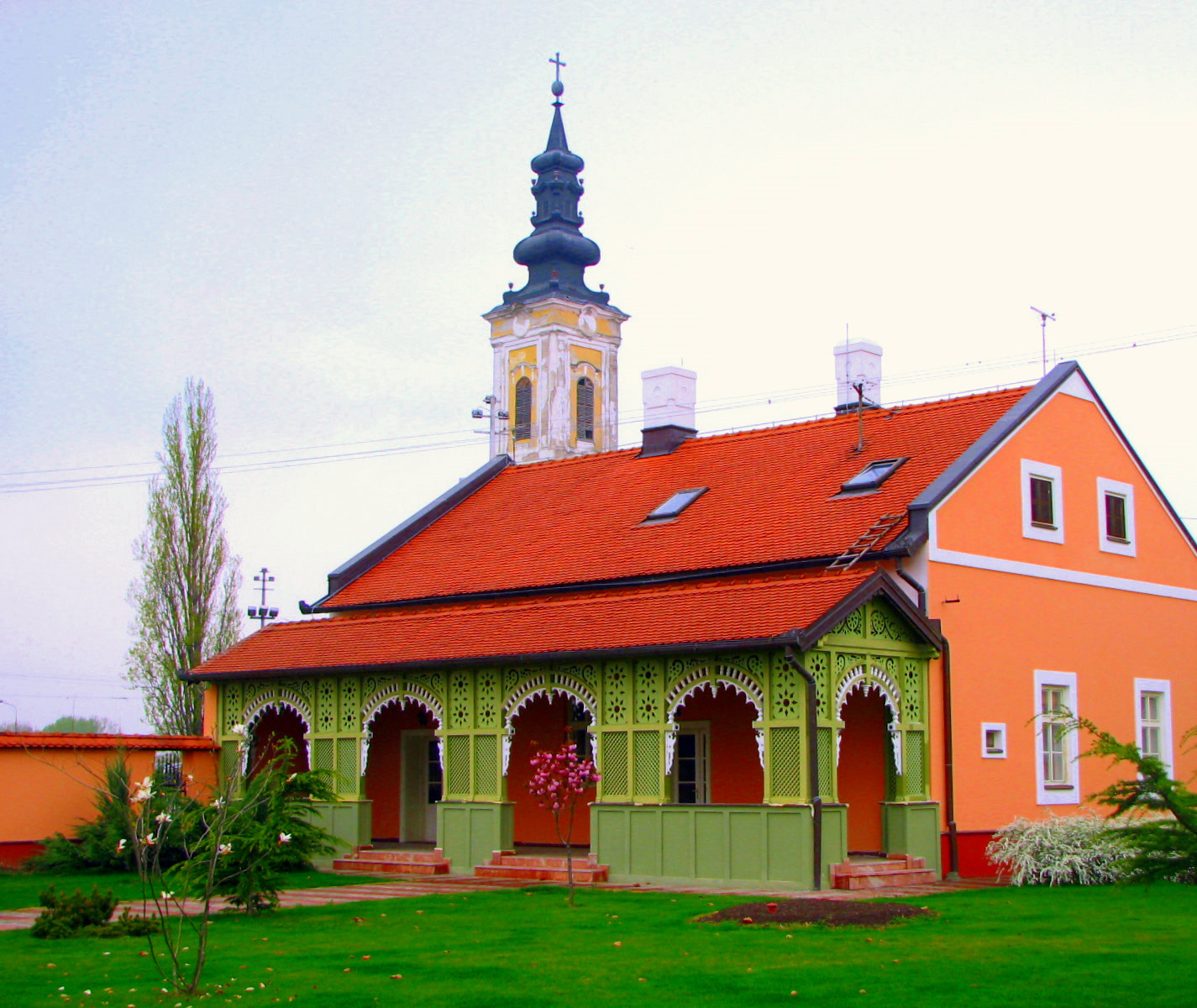
Biserica Sf. Dumitru din Dalj
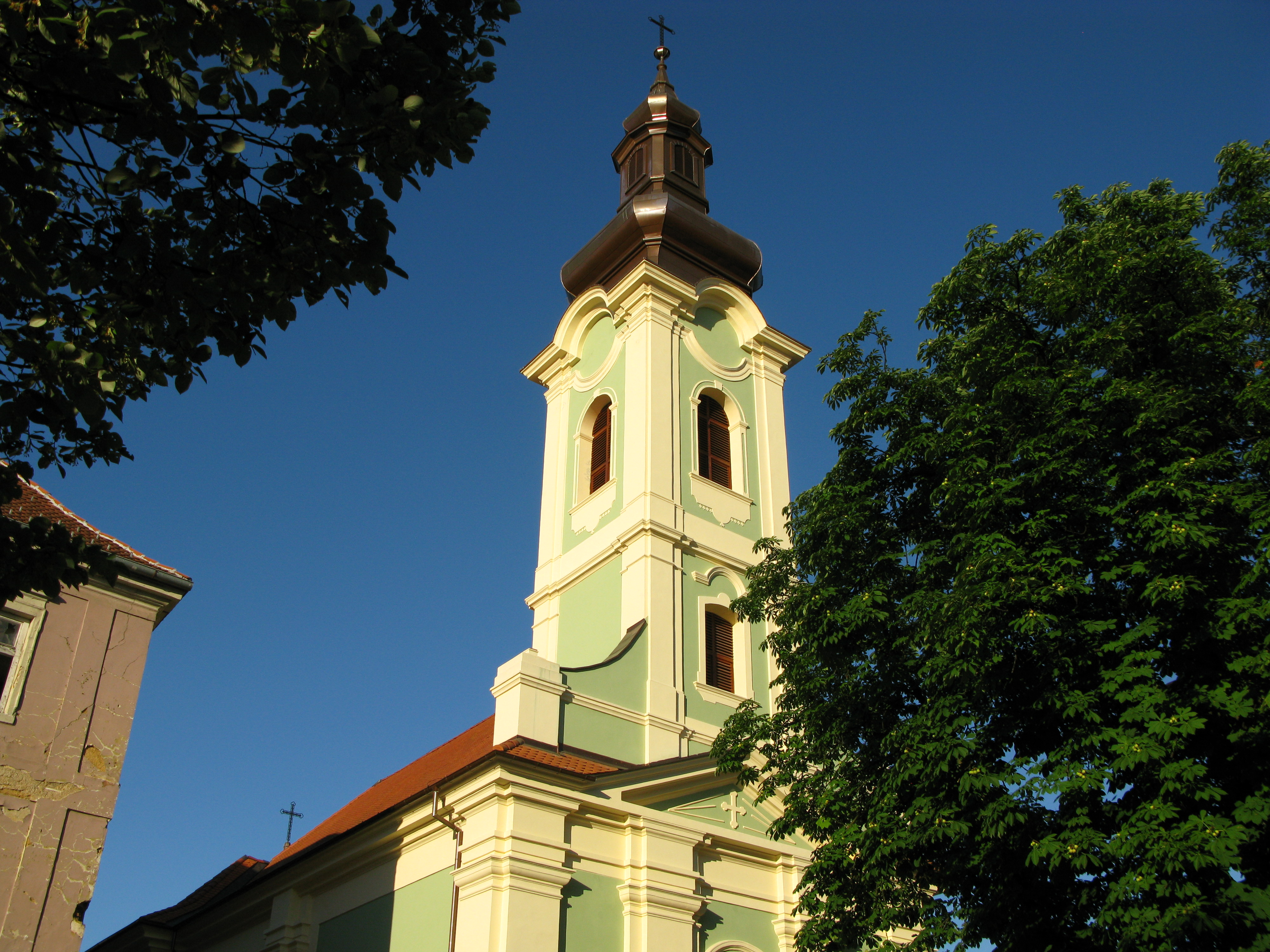
Biserica Sf. Nicolae din Karlovac
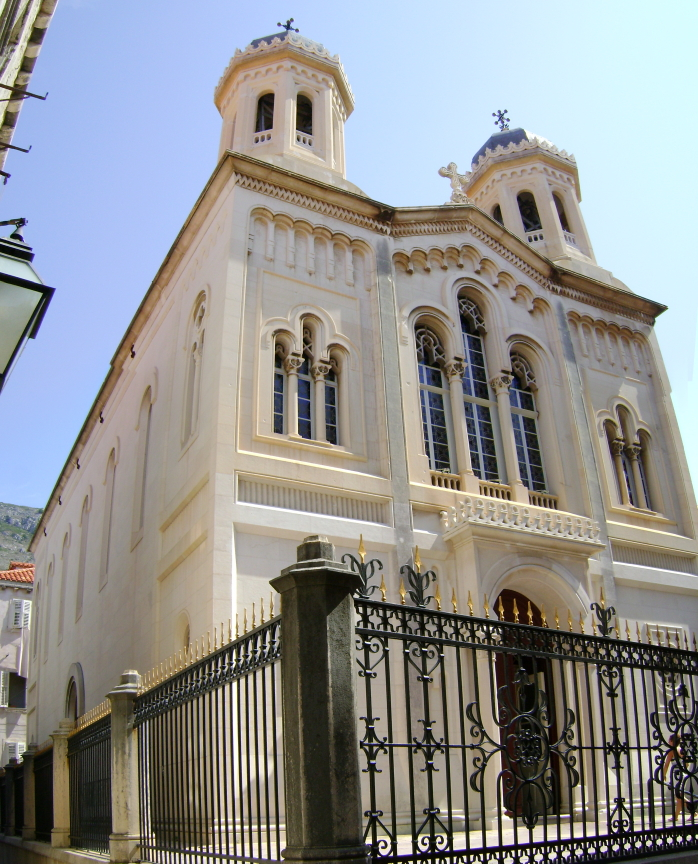
Biserica Buna Vestire din Dubrovnik
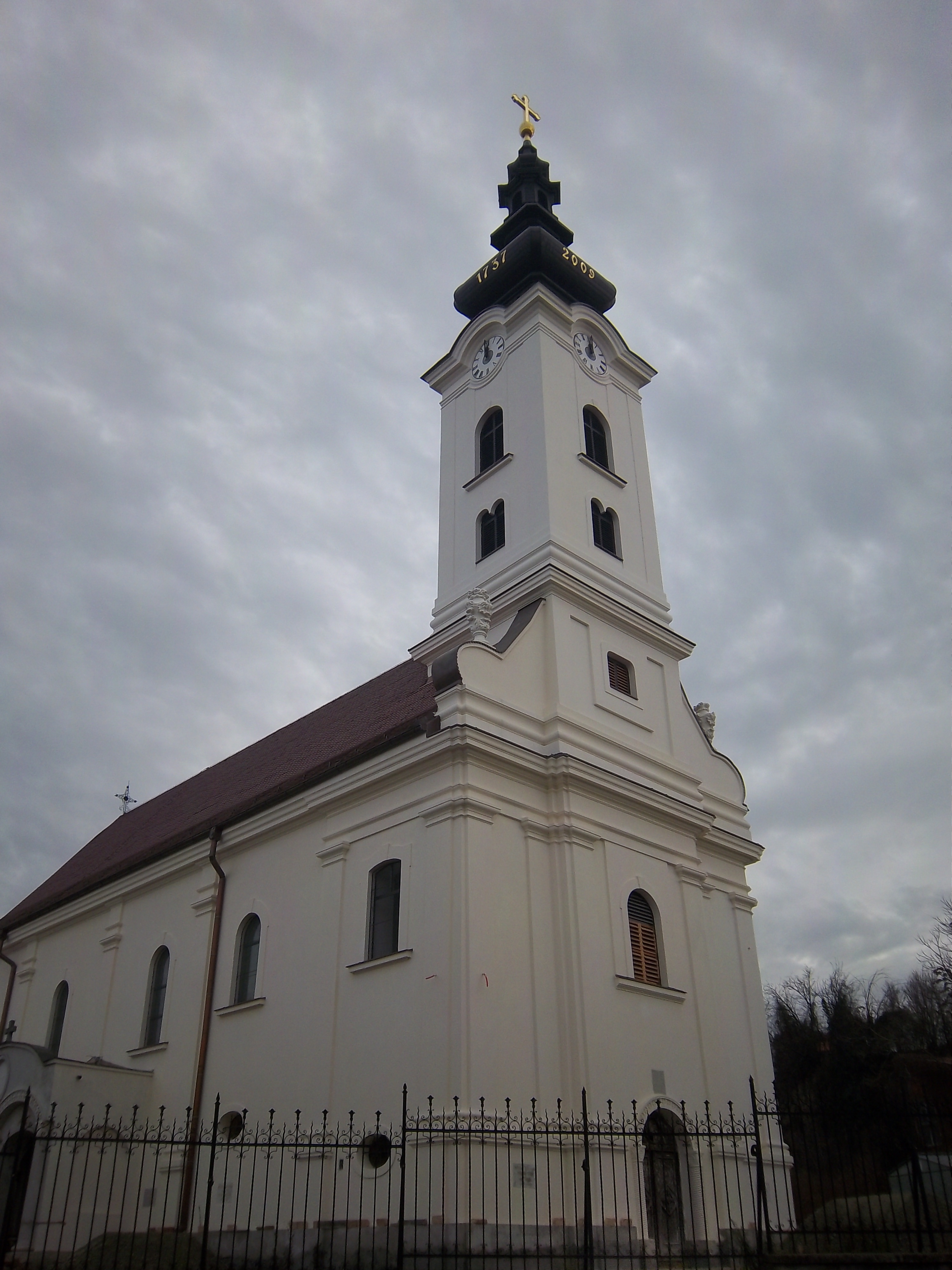
Biserica Sf. Nicolae din Vukovar
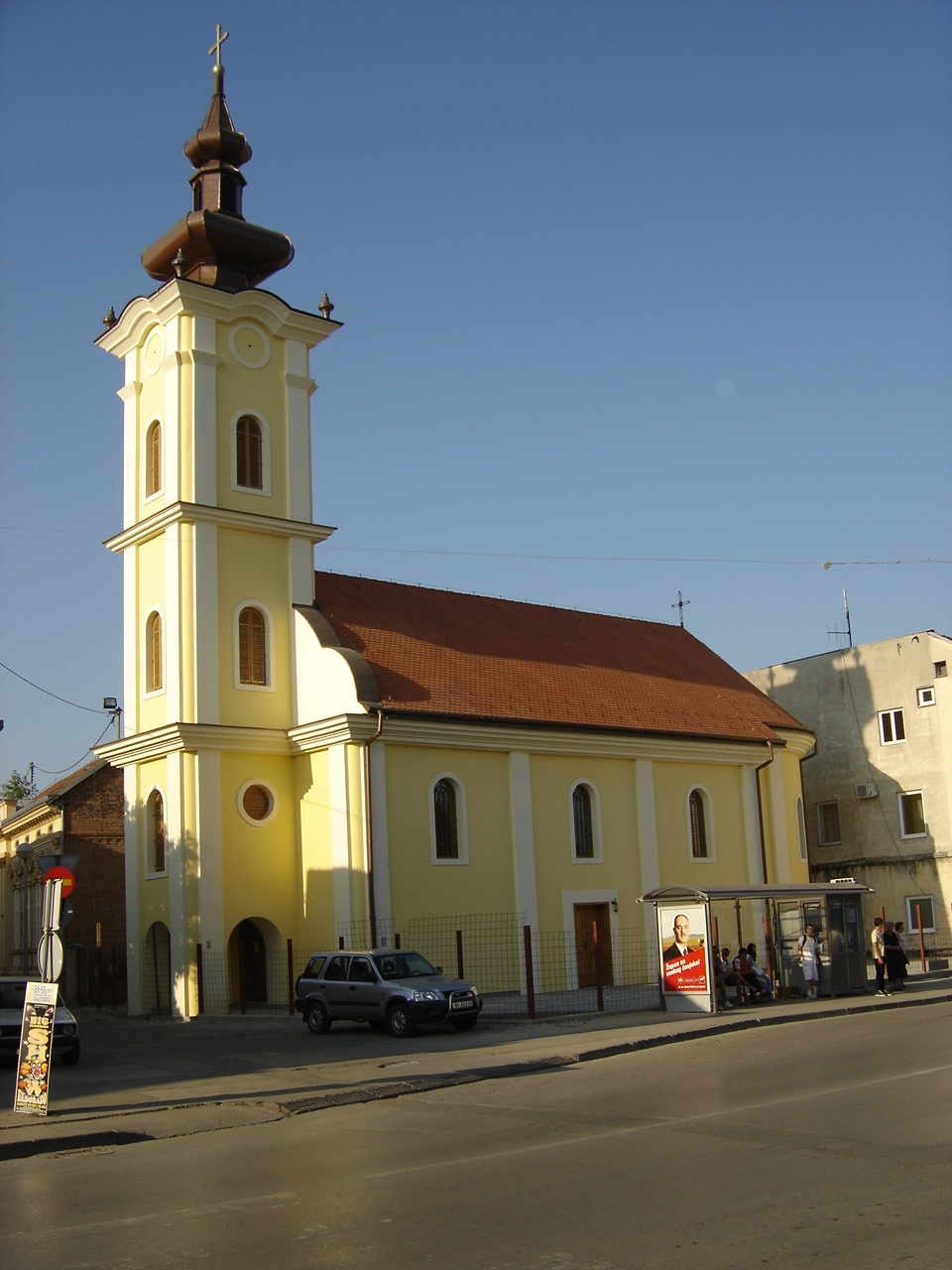
Biserica Pogorârea Duhului Sfânt din Vinkovci